# Étienne Ficquet
Étienne Ficquet, né le 13 septembre 1719 à Paris où il est mort le 11 décembre 1794, est un graveur de portraits français.

## Biographie
Ficquet fut l’élève, pour le dessin, de Georg Friedrich Schmidt de Berlin, qui séjourna momentanément à Paris, et de Jacques-Philippe Le Bas, pour la gravure. Il n’avait pas, comme ses confrères, l’habitude de réduire ses tableaux sur le papier, avant de les graver. Sa manière d’opérer la réduction, en les traçant sur le cuivre avec le burin, qui annonçait un coup d’œil sur, lui réussissait toujours. Véritable artiste, d’un désintéressement rare, manquant d’ordre, d’économie, Ficquet se trouvait rarement au-dessus du besoin. Aussi, loin de mettre lui-même un prix à ses ouvrages, il était toujours aux gages des spéculateurs, qui s’enrichissaient de sa misère.
La collection de son œuvre n’est pas considérable. Elle se compose de Corneille, Molière, Regnard, Voltaire, Jean-Baptiste Rousseau et Jean-Jacques Rousseau, Montaigne, Fénelon, La Mothe Le Vayer, Descartes, Crébillon, Eisen, Vadé, Chennevières ; deux portraits de La Fontaine, dont l’un dit le La Fontaine au ruisseau ; un Bossuet, plusieurs portraits dans la collection d’Odieuvre, et dans la Vie des peintres flamands, de Descamps ; entre autres ceux de Rubens, de Van Dyck et de Van der Meulen.
Son chef-d’œuvre est le portrait de Françoise de Maintenon, qu’il recommença deux fois dans ces circonstances : la communauté de Saint-Cyr l’avait chargé de graver le portrait de sa célèbre fondatrice, et comme Ficquet était assez mal à son aise dans ce moment, le prix du portrait lui fut à peu près entièrement payé d’avance. Le travail allait si lentement que la supérieure obtint de l’autorité ecclésiastique la permission de faire venir l’artiste au couvent. On lui donna un logement convenable, on le traita avec beaucoup d’égards, on eut mille soins de lui et, comme il n’aimait pas à travailler seul, la supérieure porta la complaisance jusqu’à lui faire tenir compagnie par des religieuses et des élèves. Cette situation lui plaisait trop pour qu’il se presse d’en changer; il était d’ailleurs si bien secondé par sa paresse habituelle!  Ces compagnes journalières de l’artiste, dont l’esprit et l’originalité les amusaient beaucoup, étaient enchantées de son travail. Alors qu’elles croyaient le portrait de leur fondatrice entièrement terminé, elles le virent biffé de deux coups de burin par l’artiste lui-même, qui le trouvait indigne de son talent. Toute la communauté fut désespérée. Enfin, il se remit à l’ouvrage et le nouveau portrait dédommagea, par sa perfection, les religieuses de l’attente, et l’artiste de sa peine. Aussi avait-il avait pour ce portrait une grande prédilection. Il était si glorieux de son succès que, dans son enthousiasme, il scandalisa fort les religieuses en s’écriant : « Je crois que si le bon Dieu s’avisait de vouloir graver un portrait comme le mien, il ferait une belle croûte ! » Ficquet a aussi gravé, avec sa supériorité ordinaire, de très petits portraits, tels que ceux de Louis XV, de Cicéron, de Newton, etc.
Affligé d’une surdité qui fut beaucoup augmentée sur la fin de sa carrière, Ficquet joignait, à un caractère fort original, les idées les plus bizarres. Ayant recueilli une succession assez considérable, et ce n’était pas la première fois qu’il héritait, il acheta une maison près de Montmartre avant même d’avoir obtenu ses lettres de ratification, il fit apporter cinq cents tombereaux de terre, afin, de mettre, dit-il, le jardin au niveau du salon, pour éviter les chutes que l’on pourrait faire par distraction, fit entourer de châssis et couvrir de toiles tous les arbres de son jardin, afin de garantir de la gelée et de l’attaque des oiseaux ses fruits, dont ce moyen lui assurerait la conservation. Enfin, par plusieurs autres folies non moins extraordinaires, ayant dépensé le prix de la maison avant d’en être réellement propriétaire, Ficquet se trouvait dans une situation pécuniaire des plus déplorables à sa mort.

## Œuvre gravé
- Portrait de Nicolaes Berchem, d'après Gaetan Sarri
- Portrait de François de Chennevières
- Buste de Cicéron
- Portrait de Jean de la Fontaine, d'après Hyacinthe Rigaud
- Portrait de Lanfranc de Milan
- Portrait de Guillaume Vavasseur, d'après Antoine Humblot